# Contemporanea (rivista letteraria)
Contemporanea è una rivista letteraria fondata nel 2003 da Piero Cudini, edita da Fabrizio Serra Editore. Attenta ai diversi fenomeni della letteratura contemporanea, dai classici ai "casi letterari", fino ai fenomeni di costume nel mondo della musica, del cinema, della televisione, ha ospitato contributi di studiosi e scrittori quali Silvia Albertazzi, Remo Ceserani, Jonathan Coe, Milo De Angelis, Francesco Orlando, Gabriele Pedullà, Michele Rak, Walter Siti.
.